# Otto Krötenheerdt

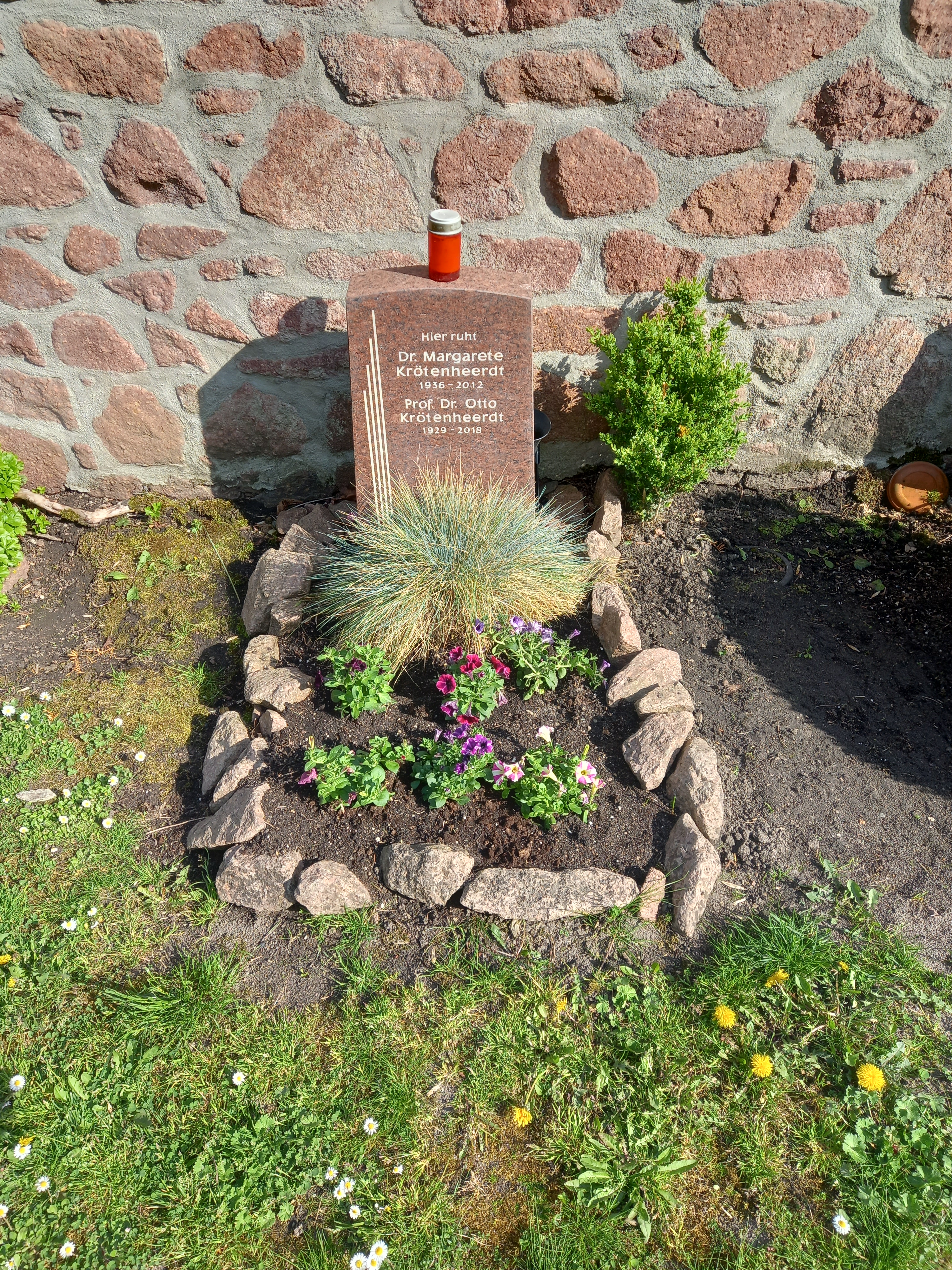
Das Grab von Otto Krötenheerdt und seiner Ehefrau Margarete auf dem Friedhof Kröllwitz in Halle

Otto Krötenheerdt (* 9. April 1929; † 4. April 2018) war ein deutscher Mathematiker und Hochschullehrer.

## Leben
Krötenheerdt stammte von einem alten thüringischen Bauerngeschlecht ab, das in der Gegend von Zickra, Clodra und Dittersdorf beheimatet war.
1962 promovierte Krötenheerdt an der Martin-Luther-Universität Halle-Wittenberg zum Dr. rer. nat. mit einer Arbeit zum Thema Über einen Speziellen Typ Alternierender Knoten.
Sein Doktorvater war Ott-Heinrich Keller.
1968 habilitierte sich Krötenheerdt mit einer Arbeit zum Thema Die homogenen Mosaike n-ter Ordnung in der euklidischen Ebene.
1968 war er Dozent an der Martin-Luther-Universität Halle-Wittenberg.
1969 wurde dort ein Lehrstuhl für Geometrie eingerichtet auf den Krötenheerdt als ordentlicher Professor berufen wurde.
Von 1969 bis 1994 war Krötenheerdt Mathematikprofessor für Geometrie an der Martin-Luther-Universität Halle-Wittenberg.
1994 ging er in den Ruhestand.
Krötenheerdt war verheiratet und hatte Kinder, Enkel und Urenkel.
Er hatte einen jüngeren Bruder, Johannes Krötenheerdt (1933–2014), der ebenfalls in Halle Professor war.

## Werke
- Beiträge zur Algebra und Geometrie 24. Sonderheft zum 100. Geburtstag von Heinrich Brandt, Herausgeber: H.-J. Hoehnke, Ott Heinrich Keller, Otto Krötenheerdt, L. Stammler und W. Vogel, 1987
- Beiträge zur Algebra und Geometrie 4, Manfred Herrmann, Andor Kertesz, Ludwig Stammler, Ott-Heinrich Keller, Otto Krötenheerdt
- Zur Lösung des Isotopieproblems der Rosettenknoten in Beiträge zur Algebra und Geometrie 1, Herausgeber: Manfred Herrmann, Andor Kertesz, Otto Krötenheerdt, 1971, Springer, ISBN 978-3-662-39230-0, S. 19–31
  - dieser Artikel wurde von Sigrid Veit in das Englische übersetzt und erschien als On the Theory of Solid Knots in Wissenschaftliche Beiträge der MLU Halle-Wittenberg, 1974
- Die homogenen Mosaike n-ter Ordnung in der euklidischen Ebene, Halle, 1968, Dissertation B
- Über einen speziellen Typ alternierender Knoten, Halle, 1962, Dissertation A